# Pierre Dutot
Pour les articles homonymes, voir Dutot.
Pierre Dutot, né le 11 juin 1946 à Caen et mort le 24 août 2021 à Arès, est un trompettiste classique français, professeur au Conservatoire national supérieur de musique et de danse de Lyon.

## Biographie
Il a le premier prix de trompette au Conservatoire national supérieur de musique et de danse de Paris et est diplômé en éducation physique et en psychologie.
L'ensemble des cuivres Hexagones ont été utilisés.
Pierre Dutot a été 22 ans professeur au Conservatoire national supérieur de musique et de danse de Lyon.
Ses méthodes pédagogiques attirent de nombreux élèves[réf. nécessaire]. Il a aussi eu des élèves étrangers. Maurice André envoie ses élèves apprendre dans sa classe : « Je félicite ce grand artiste pédagogue et l’encourage vivement à poursuivre son action qui honore l’école française des cuivres ».
Il meurt le 24 août 2021 d'une maladie.